# Keith Newton
Keith Robert Newton (23. juni 1941 - 16. juni 1998) var en engelsk fodboldspiller (forsvarer).
Newton repræsenterede på klubplan henholdsvis Blackburn Rovers, Everton og Burnley. Hos Everton var han i 1970 med til at vinde det engelske mesterskab.
Newton spillede desuden 27 kampe for det engelske landshold. Hans første landskamp var et opgør mod Vesttyskland 23. februar 1966, hans sidste en kamp 14. juni 1970, også mod Vesttyskland. Han repræsenterede englænderne ved både EM i 1968 i Italien, hvor holdet vandt bronze, og ved VM i 1970 i Mexico.

## Titler
Engelsk mesterskab
- 1970 med Everton

Charity Shield
- 1970 med Everton